# .gl
.gl je vrhovna internetska domena (country code top-level domain - ccTLD) za Grenland. Domenom upravlja TELE Greenland A/S.

## Vanjske poveznice
- IANA .gl whois informacija  Arhivirana inačica izvorne stranice od 12. listopada 2008. (Wayback Machine)